# Domingo Pisaca Burgada
Domingo Pisaca Burgada (Santa Cruz de Tenerife, 4 de agosto de 1893 - 23 de febrero de 1962) fue un arquitecto racionalista español que comenzó a estudiar medicina en Cádiz pero lo deja por arquitectura, que estudiará en Barcelona hasta 1920. Ese mismo año vuelve a Santa Cruz de Tenerife, donde abre su estudio.
Domingo desempeñó múltiples trabajos relacionados tanto con la profesión como con la política siendo arquitecto municipal y concejal del ayuntamiento entre otros.
Su obra consiste principalmente en viviendas unifamiliares como las de la Avenida de Venezuela y en la calle Viera y Clavijo, o viviendas mixtas y múltiples entre las que destaca la de la esquina de Álvarez de Lugo y Pérez de Rosa, donde demuestra su conocimiento y búsqueda de nuevas tipologías. Sin embargo muchos de estos proyectos no llegarán a formularse. Las obras más representativas de Domingo son el Balneario de Santa Cruz y el Hogar Escuela de María Auxiliadora, así como el edificio principal y varias facultades de la Universidad de La Laguna.

## Obras importantes

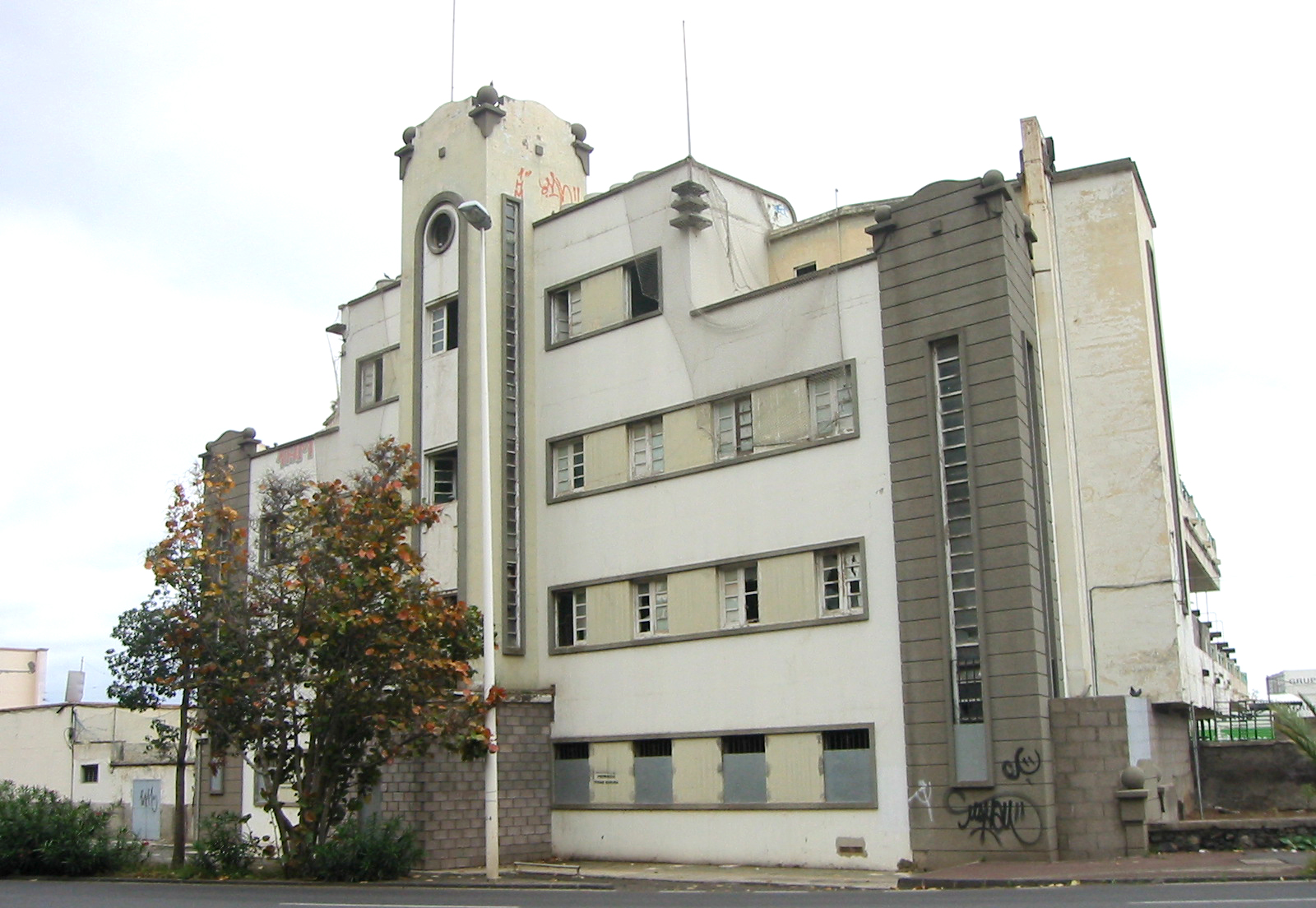
El Balneario de Santa Cruz fue una de las obras que dirigió.

- Balneario de Santa Cruz (1932-1942).
- Viviendas de la Sociedad Cooperativa de Construcción, Santa Cruz de Tenerife (1933).
- Hogar escuela María Auxiliadora, Santa Cruz de Tenerife (1939-1946).
- Clínica Bañares, Santa Cruz de Tenerife (1943).
- Edificio principal y varias facultades de la Universidad de La Laguna.
- Edificio del Parlamento de Canarias, actual sede del legislativo canario.
- Antigua sede de CajaCanarias.